# 乌第湾
乌第湾（羅馬化：Udskaya Guba）是鄂霍次克海的一片海湾，位于俄罗斯的哈巴罗夫斯克边疆区。

## 地理
乌第湾位于鄂霍次克海西北部，东抵尚塔尔群岛，西接乌第河入海口，南起小杜甘贾角（54°41' N，136°39' E），北至马贾林达角（55°17' N，136°07' E），纵深64.4（40.0英里）。植被环绕海岸而生，多为冷杉属。乌第湾的海风在3月或4月至6月主要为微风，7月至8月为西南风，而10月与11月较常发生西北大风与东北风暴，在冬季西北风尤为盛行，该地区春季与初夏则通常笼罩在霧中。海冰一般存在于11月至次年7月中旬，如遇温度较高，海冰可在6月前消失，但若此前为严冬则海冰可能全年存在。乌第湾的潮汐为半日潮，大潮时海面可上升6.1至7.3米，小潮时上升4.2米。因潮汐引起的水流最大速度可达4至5节，由此在特尔角与梅德韦日岛之间形成了一个大型渦流。

## 历史
1852至1905年间，美国与俄国的捕鯨船常于乌第湾捕猎弓頭鯨，该海湾亦被其称为“西南湾”。在海湾沿岸，西伯利亚原住民与船员进行烟草换取鮭魚的贸易。一艘来自新贝德福德名为“路易莎号”的三桅帆船报告称，“在同一时段观察到多达50艘船只行驶在该海域”。
共有三艘船在乌第湾失事。1858年10月11日夜晚，来自新贝德福德的“海浪号”（380吨），船长为希拉姆·贝克与来自南塔克特的“凤凰号”（323吨），船长为贝瑟尔·汉迪在一场大风中被摧毁。前者的残骸发现于平纳克尔岩礁上，后者则漂流至梅德韦日岛。在熬过一个冬季后，汉迪船长与其船员在次年春季获救。1864年9月18日，一艘同样来自新贝德福德的“玛丽号”（287吨）在乌第湾北部的东北港被大风损毁，该船船长艾德温·P·汤普森前往位于圖古爾灣的俄国捕鲸站马姆加以970至1100美元的价格将残破的“玛丽号”出售给芬兰商人奥托·威廉·林德霍尔姆。后者与其同伴在冬季守住了沉船，并于次年春季烧掉残骸前抢救出了船上所有可带走的贵重物品。
1864年至1871年，来自俄国的双桅纵帆船亦常巡弋于乌第湾以狩猎弓头鲸。

## 野生生物
在春季与夏季，白鲸常出现于乌第湾，以乌第河与托罗姆河河口处的产卵鱼为食，而同样以产卵鱼为食的弓头鲸则常出现于夏季至秋季。